# 矮小山麦冬
矮小山麦冬（学名：Liriope minor）为百合科山麦冬属下的一个种。其种加词“minor”意为“较小的”。